# 顺势疗法

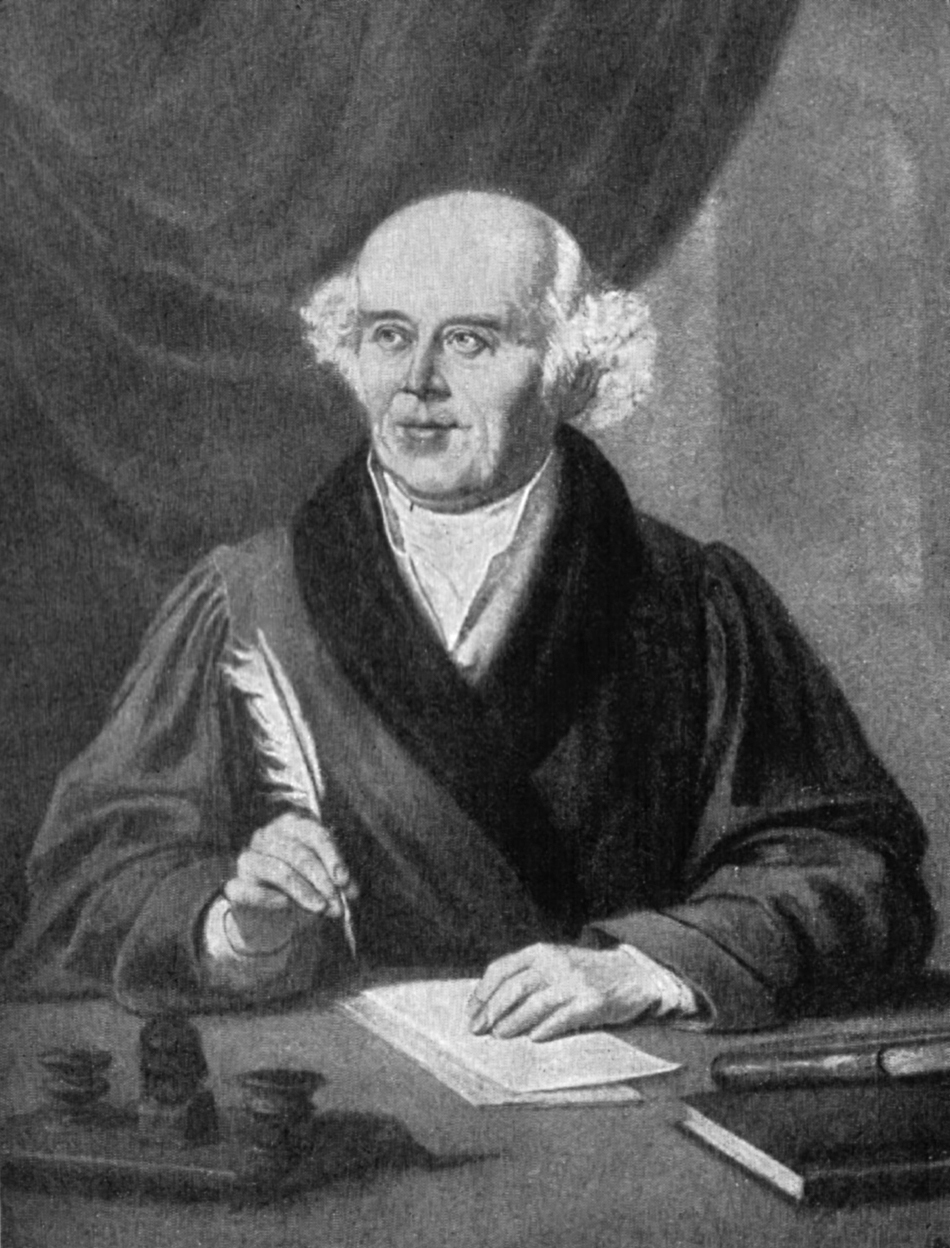
山姆·赫尼曼

順勢療法、同質療法、同種療法、同類療法（英語： i/ˌhoʊmiˈɒpəθi/）為替代醫療的一種，被科學界認定是偽科學並持續被科學界批評。在18世纪发明順勢療法之德國醫師山姆·赫尼曼認為疾病是源自於一種“ 病蔭 ”（miasms)，如果某個物質能在健康的人身上引起罹患某病的症狀，該物質即可用來治療此類疾病，此「以同類來治療同類」之理論，也稱為以同治同。順勢療法與19世紀中葉起的现代科學知識，包括物理、化學、生物化學及生物學等上认同的傳染病源自於病毒及細菌这一觀點都有牴觸。順勢療法的方劑從生物化學的觀點來看是惰性、無效的，對所有我們已知的疾病都沒有療效，臨床試驗已經證實，順勢療法方劑沒有客觀的療效。由於理論令人難以相信，且缺乏可驗證的效果，以致科學界及醫學界普遍認為順勢療法是江湖庸醫的詐騙。
順勢療法方劑是將物質以順勢療法稀釋法配製而成，過程中，被選用的物質經過反覆稀釋，直到物質與稀釋劑在化學觀點上已不可區分，通常方劑中含有的原物質已被稀釋到不足一個分子的含量。稀釋過程中伴隨著敲打、震盪，據稱可使稀釋劑“記憶”其稀釋的物質，使物質被稀釋到幾乎不存在之後仍於稀釋劑中保有其特性，該療法認為此方劑經口服後可用來治療疾病。例如洋蔥會引起打噴嚏，多次稀釋震盪後的極微量洋蔥順勢方劑，能用來治療打噴嚏症狀為主的鼻炎。
德國醫師山姆·赫尼曼於1796年按以同治同理論創出此療法，該療法於19世紀最為流行。並於1825年引進美國，美國第一所順勢療法學院於1835年創立，整個19世紀，歐美出現了數十家順勢療法機構，在此期間，由於其他替代醫療法較為無效甚至對人體有害，順勢療法顯得相對成功。19世紀末，順勢療法式微，美國最後一所完全順勢療法學院於1920年關閉，不過到了1970年代，順勢療法的熱潮捲土重來，相關產品銷量成長近十倍，這個趨勢與新時代運動的興起有關，部分原因可能是人們的化學恐懼症 （Chemophobia）帶來對“天然”產品非理性偏好，以及順勢療法醫師能提供更長時間的諮詢所產生的結果。例如調查顯示四分之三的法國人對順勢療法的印象很好，在伊朗的滿意度很高，平均得分有77.4分（滿分一百），在瑞士順勢療法是最受歡迎的輔助醫學。54%的德國人表示他們有這種替代療法的經驗。
在21世紀，一系列的統合分析顯示順勢療法缺乏科學根據，因此許多國家級及國際級機構建議政府取消順勢療法的健康醫療保險給付。來自澳大利亞、英國、瑞士和法國的國家機構，以及歐洲科學院科學諮詢委員會和俄羅斯科學院都得出順勢療法無效的結論，並建議對該療法不給予資金贊助。英國國民保健署不再為順勢療法方劑提供預算，並要求衛生部將順勢療法方劑列入禁止處方項目。法國於2021年取消預算，而西班牙也宣布禁止醫療中心使用順勢療法和其他假療法。但是盧森堡衛生部長表明不會跟進取消順勢療法的國家健保給付，仍將順勢療法納入國家健保的國家有德國、瑞士、盧森堡等。世界衛生組織WHO為了支持於2020年在印度政府引導下成立的全球傳統醫學中心，於2023年開始提倡傳統醫學作為醫學的“整合資源”，並將針灸、中草藥、順勢療法等另類療法列於其中。針對此官方推廣，英國NHS表示目前無足夠經認證的證據可證實順勢療法的有效性，美國FDA則表示目前沒有被該單位認證為安全且有效的順勢療法產品。

## 順勢療法之歷史
順勢療法由德國醫師赫尼曼於 1796 年創立。赫尼曼認為當時的主流醫學無效且常常有害，是不合理和不明智的。
順勢療法是歐洲歷史最悠久的替代醫療。有稱早於公元前四百年，古希臘醫師希波克拉底已萌生「以同治同」的基礎概念，當時他會處方小劑量的風茄根以治療狂燥，因其知道大劑量该品正會使人患上該症。在十六世紀，醫藥學先驅帕拉塞尔苏斯宣稱小劑量的「致病物同樣能醫治人」。於1796年，德國醫師山姆·赫尼曼（1755–1843）正式建立順勢療法。當時的醫療方式可能是放血、灌腸和服用複方，如威尼斯糖蜜，由六十四種物質，包括鴉片、沒藥及蛇肉等調製成。這些療法經常使症狀惡化，甚至致命。赫尼曼拒絕這些沿用數世紀之久的主流醫學，並稱它們為「非理性」及「不應鼓勵」，他主張以低濃度的單方藥來醫症，並提出非物質的生命能觀念來解釋生命體的運作。他認為疾病有物理因素，亦有靈性因素。順勢療法這個術語是由赫尼曼所創，並於1807年首次出現於印刷物上，“對抗療法”一詞也是他創造，用來貶抑傳統西方醫學。

### 赫尼曼之理論
赫尼曼於翻譯蘇格蘭醫師兼化學家威廉·庫倫的醫學著作時，構思出順勢療法的概念。赫尼曼對庫倫以金雞納因味苦而能治瘧疾的理論有所懷疑，於是服用了一些金雞鈉樹皮觀察其作用，隨之而來的是發燒、打冷顫和關節痛，這些都是類似於瘧疾的症狀。就此赫尼曼推斷，凡有用之藥，必使健康之人得症，其症類同於欲治之病，亦即古醫術中“以同治同”的說法。
但同樣是服用金雞納樹皮，老奧利弗·溫德爾·霍姆斯（Oliver Wendell Holmes, Sr）醫師於1861年的實驗卻未能得出相同的結果。赫尼曼的「以同治同」雖有法則之名，但無科學之實。現代科學研究顯示，金雞納能治療瘧疾是因內含奎寧，能殺死致病的瘧原蟲，並非赫尼曼的理論。

#### 順勢實證

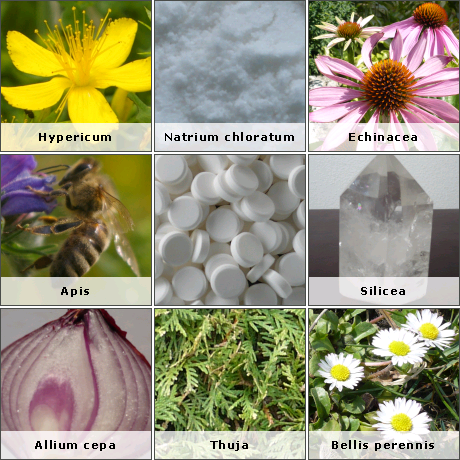
順勢療劑所使用的原料來源

赫尼曼用不同物質做人體試驗，並檢視其影響，此過程及後被稱為「順勢實證」。為測試特定物質的效用，實驗對象需明確記錄他們服用後的所有症狀，以及他們出現時的附帶狀況（Ancillary conditions）。一部順勢實證的合輯於1805出版，第二部合輯，則以《順勢療劑藥典》（Materia Medica Pura）之名，於1810年出版，共收錄六十五種療劑，此書是是現代順勢療劑藥典的前身。
赫尼曼認為，病人服用大劑量「引症療劑」，只會加重病情，故主張服用極度稀釋的療劑。他構思出一種稀釋並震盪的技術，並認為這樣能維持物質的治療特性，同時消除其對人體之害。赫尼曼認為這個過程會激發和增強「治療物質靈氣般的治療力」。
1810年，他收集並出版了《治癒術工具論》（The Organon of the Healing Art）一書。此書完整記載他所發明的新治療技術。1921年，該書出版第六版，仍為今日的順勢醫師所用。

#### 病蔭與疾病
在《治癒術工具論》一書中，赫尼曼認為慢性病的「傳染原裡」來自「病蔭」，是一種「生命能的特殊病態錯亂」的現象。他將每種病蔭與連結到特定疾病，認為最初接觸到病蔭的區域會出現局部症狀，例如皮膚病或是性病，如果這些症狀被藥物抑制了，病因就會深入身體內部，演變成體內器官的疾病。順勢療法認為所有疾病皆可追溯到某些潛在或根深蒂固的慢性病以及遺傳，他們認為像傳統醫學那樣直接減輕症狀，對於治療疾病是無效的，因為造成疾病的病蔭仍在，只有消除生命能的錯誤擾動才能治療深層疾病。
赫尼曼病蔭假說中的局部症狀只有3種，分別是皮膚搔癢（psora）、梅毒（syphilis）以及鬚瘡（sycosis），其中最重要的是皮膚搔癢，幾乎所有的皮膚搔癢都被認為與深層疾病有關，例如癲癇、癌症、黃疸、失聰以及白內障等，但後來有人提出了其他病蔭來取代皮膚搔癢與肺結核、癌症的關聯。
赫曼尼的病蔭理論即使在現代的順勢療法中仍充滿爭議，該理論被批評是面對治療失敗時所用的藉口，其不恰當的涵蓋了數百種疾病，也未能解釋疾病易感體質、基因影響、環境因素以及病人各自的疾病史。

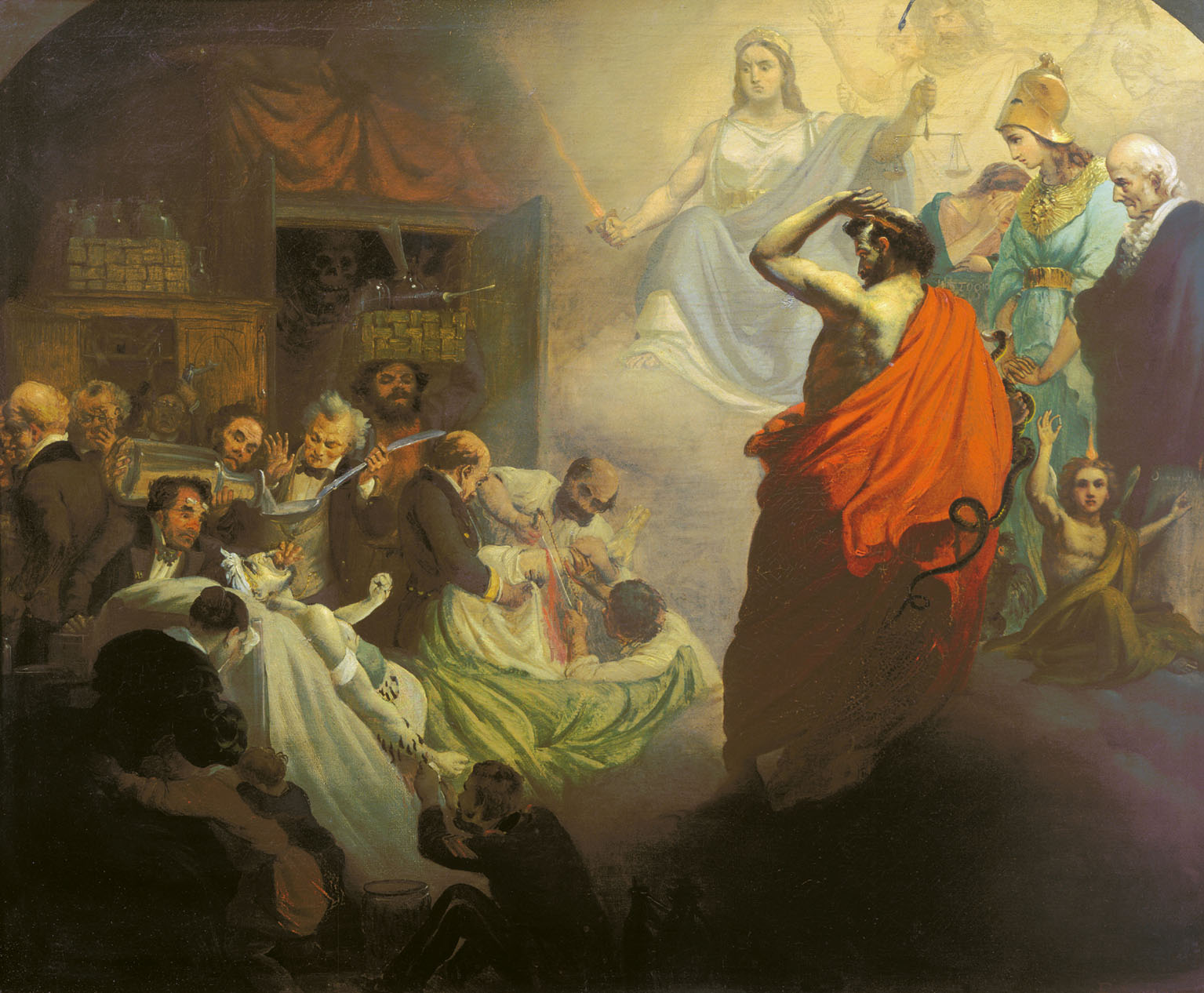
順勢療法看著可怕的對抗療法（Homeopathy watching horrors of Allopathy），1857年由Alexander Beydeman繪製。圖中歷史人物以及擬人化的順勢療法觀察著19世紀主流醫療行為的殘酷。

### 19世紀：盛行以及早期的批評
順勢療法鼎盛期為19世紀，1825年赫尼曼的學生-漢斯·布奇·葛蘭（Hans Birch Gram）將之引進美國。1835年美國第一間順勢療法學院成立，1844年美國順勢療法研究院成立，整個19世紀，歐美一共有數十間順勢療法研究院。一直到1900年，美國仍有22所順勢療法學院以及15,000名順勢療法從業人員。
相較當時常效果不彰且有害之醫療處置下，順勢療法的治療結果反而較佳，因為順勢療法開立的方劑儘管無效，它對人體也很少傷害。當時順勢療法於傳染病的治療上取得相對的成功，尤其在霍亂流行期間，順勢療法醫院的死亡率常低於傳統醫院。19 世紀順勢療法在19 世紀的相對成功，可能導致人們放棄當時放血和淨化等無效且有害的治療方法，醫學開始轉向更有效、以科學為基礎之實證醫學。
不過即使在它最盛行的時期，順勢療法依舊受到許多科學家及醫生的批評。1843年，維多利亞女王的醫師-約翰福布斯爵士（Sir John Forbes）認為該療法方劑極微小的劑量不止無效，甚至是「對人類理智的羞辱」。詹姆斯·揚·辛普森（James Young Simpson）於1853年針對順勢療法的高度稀釋方劑表示：「無論是再強的毒藥，其十億分之一乃至1033分之一的劑量都不可能對人類甚至是蒼蠅造成一絲影響。」。19世紀的醫師兼作家-老奧利弗·溫德爾·霍姆斯也是順勢療法的批評者，他於1842年發表了一篇標題為《順勢療法及其類似的錯覺》（Homœopathy and Its Kindred Delusions）的評論文章。法國順勢療法協會的成員發現，1867年時，歐洲某些重要的順勢療法醫生不再開立極低劑量的順勢療法方劑，也不再為之辯護。美國最後一所專門教授順勢療法的學校，於1920年關閉。

### 20世紀：復興
根據學者 Paul U. Unschuld [de]和 Edzard Ernst 的研究，德國納粹政權對順勢療法很有興趣，並挹注大筆資金研究其機制，但始終没獲得正面結果。Unschld 指出順勢療法從未在美國扎根，但卻在歐洲人的思想中更加根深蒂固。美國1938年的《食品、藥物和化粧品法案》（由紐約參議員兼順勢療法醫生 Royal Copeland 發起）承認順勢療法方劑為藥物的一種。在50年代，美國僅有75名專門的順勢療法從業人員，但到了70年代中後期，順勢療法捲土重來，相關產業業績增長近十倍。
有人將順勢療法的復興歸功於希臘順勢療法醫師 George Vithoulkas，因為他在70年代進行了大量研究，來更新順勢療法的適用情境並完善其理論與實踐，但 Ernst 和 西蒙·辛格 認為這次復興與新時代運動的興起有關，Bruce Hood 則認為，這波流行可能是因為順勢療法醫師提供病人相對較長的看診時間，以及人們“天然”產品的偏好，而順勢療法方劑普遍被認為是天然的。
20世紀末，反對順勢療法的聲量再度增加，全國反健康詐欺委員會 的主席 William T. Jarvis 表示：「順勢療法是政府許可的公然詐欺，這都要感謝參議員 Royal S. Copeland 對政治力的濫用。」。

### 21世紀：新的批評聲浪
21世紀以來，一系列的統合分析顯示順勢療法缺乏科學根據，導致許多政府減少或暫停對順勢療法提供資金。在2010年的一份報告中，英國下議院科學技術委員會建議，由於順勢療法缺乏科學可信度，它不應該再獲得英國國民保健署（NHS）的資助。英國國民保健署於2017年停止了對順勢療法的資助，並要求衛生部將順勢療法方劑列入禁止處方項目。
2015年，澳大利亞國家健康暨醫藥研究委員會（NHMRC）的報告指出：「沒有可靠的證據證明順勢療法對任何健康狀況有效」。然而在2019年8月28日，NHMRC 的 CEO-Anne Kelso 教授對前述2015年的報告提出說明：「......與一些說法相反，該審查並沒有得出順勢療法無效的結論。」。2015年澳洲 NHMRC 對順勢療法所做的報告被質疑有程序及科學的不當性，其報告的無效結論仍充滿爭議，之後NHMRC於2019年在民意的壓力下公布了被隱藏的第一份原始報告，是證實順勢療法在5個醫療領域是有效的報告。澳洲聯邦政府最終只接受了《藥品報酬與監管》2018年審查案45條建議中的3條。2015年，美國食品藥物管理局（FDA）舉行聽證會，就順勢療法藥物的監管徵求公眾意見。2017年，FDA 宣布將加強順勢療法產品的監管。
2018年，美國非營利調查中心（CFI）以「欺騙消費者的行為」状告銷售順勢療法方劑之CVS藥局。CFI 指出 CVS 藥局以比正規藥物更簡便之方式來販售順勢療法產品。2019年，CFI對沃爾瑪提起了類似的訴訟，指控其「通過販賣和行銷順勢療法藥物，實施大規模消費者欺詐，危及顧客健康」。CFI 還進行了一項調查，發現當消費者得知沃爾瑪和 CVS 等超市出售的順勢療法藥物缺乏療效證據時，他們感到受騙。
2021年，法國衛生部逐步取消順勢療法藥物的社會保險給付。長久以來，法國比許多國家更相信順勢療法藥物的優點，世界上最大的替代藥物製造商-寶弘（Boiron）公司就位於法國。西班牙也宣布禁止順勢療法和其他假療法，2016年，巴塞隆納大學在得到西班牙衛生部的建議後，以「缺乏科學依據」為由取消了順勢療法碩士學位。不久之後，瓦倫西亞大學也宣布取消順勢療法碩士學位。

## 順勢療法之原理
順勢療法普遍使用“三級指數強度”。 赫尼曼發明出“百分位等級”或稱“C 等級”，每個等級單位代表將某物質稀釋一百倍。（另外亦有以小數為單位的強度指數（以“X”或“D”指示），療劑以十倍為單位被稀釋）。2C等級代表某物質先被稀釋一百倍，然後將稀釋溶液再稀釋一百倍，得出稀釋一萬倍的溶液。6C等級即重覆此過程六次，得出稀釋度為100−6=10−12（一萬億分之一，或 1/1,000,000,000,000)。更高的等級亦按照此方法行。於順勢療法中，溶液愈稀釋其強度愈高，物質愈稀釋其作為療劑的效用愈大。。最終溶液經常被稀釋到與溶劑（純水，糖水或酒精）無分別的程度
赫尼曼提倡於大部分情況下使用30C稀釋強度（即稀釋度達1060）。在赫尼曼的時代，療劑能無限稀釋是不無道理的假設，因原子或分子，作為化學物質的最小單位的概念才剛現世。稀釋濃度超過12C後，溶液除溶剂外基本上不存在任何分子。批評及支持者均嘗試以各種比喻形容其稀釋情況，據報赫尼曼曾笑指對付流行疫症的合適方法，是將一瓶毒物稀釋到日內瓦湖，然後重覆六十次。
批评者表示，一個12C強度的溶液，相當於“一抺鹽倒進南北大西洋”。此溶解比例於數學上大致正確。三分之一滴物質稀釋到地體上所有的水體會得出約為13C的溶劑。其中一種熱門流行性感冒療劑，是鴨肝的200C稀釋物，以 歐斯洛可舒能為名上市。整個可觀察宇宙大概只有1080個原子，以一個原子作溶質，整個宇宙作溶劑，可得到約40C的溶液。 歐斯洛可舒能需要用10320多個宇宙，來製做出該強度的療劑。這些宣稱能達到的稀釋程度，乃順勢療法最具爭議、最不合理的環節。

## 道德與安全
提供順勢療劑被認為是詐騙且極不道德的行為。倫敦大學學院（UCL）名譽外科教授和客席醫學人文學教授米高巴穆（Michael Baum）形容順勢療法為一種“殘酷的欺騙”。Edzard Ernst，首位英國 替代療法教授，同時是前順勢療法實踐者，對違反道德指引的醫生表達關注。這些醫生於宣傳及販賣順勢療劑時，並沒有向病人提供療劑的“足夠及相關資料”：「我只是要求誠信。 人們想買什麼就買什麼，但要告訴他們背後的事實。這些療法於生物學上並不可行，臨床實驗顯示它們對人類完全沒有任何作用。聲稱這些資訊對病人來說是無關痛癢的話，絕對是荒謬。」2013 年，英國廣告標準局結論，順勢療法協會鎖定目標在脆弱的病人身上，不鼓勵他們使用必要醫療，同時誤導順勢療法產品的功效。 2015 年，澳洲聯邦法院對一家順勢療法公司處以罰款，原因是該公司對百日咳疫苗的功效做出虛假或誤導性陳述，並推薦順勢療法來取代。
有些順勢療法製劑含有諸如顛茄、砷和毒藤等毒藥。在極少數情況下，原始成分會達到可偵測的範圍。這可能是由於製備不當或故意稀釋不夠低所致。據報，一些順勢療法製劑導致了癲癇發作和死亡等嚴重不良反應。也曾發生砷中毒事件。2009年，FDA 建議消費者停止使用三種停產的 Zicam 感冒藥 產品，因為它們可能會對使用者造成嗅覺永久性傷害。 2016 年，在出現順勢療法之出牙凝膠和藥片的不良反應後，FDA 向消費者發布了安全警告，停止使用。FDA 的調查發現，這些產品稀釋不當，含有“不安全份量的顛茄”，而有關兒童出現嚴重不良反應的情形與顛茄毒性“一致”。
選擇順勢療法而非實證醫學的患者會錯過及時診斷和有效治療，從而使癌症等嚴重疾病的後果惡化

。俄羅斯偽科學委員會表示順勢療法不安全，因為「患者花費大量金錢購買無效的藥物，並忽視已知的有效治療方法。」批評者列舉了一些患者未能接受適當治療的案例，而這些疾病本來可以透過傳統藥物輕鬆治療，結果導致患者死亡。他們也譴責順勢療法藉批評和淡化藥物有效性的「行銷行為」。順勢療法醫師聲稱，使用傳統藥物會“使病情深入”，導致更嚴重的狀況，這一過程稱為“抑制”。1978年，倫敦皇家順勢療法醫院的顧問醫師安東尼·坎貝爾評論了順勢療師喬治·維索爾卡斯（George Vithoulkas）聲稱，『梅毒用抗生素治療後會發展為二期和三期梅毒，並影響中樞神經系統』，這呼應證實了順勢療法之觀點，即用外用藥物治療症狀只會使疾病進一步侵蝕身體。但是這與現實不符，科學研究表明，在 90% 以上的梅毒病例中，青黴素治療可以完全治愈梅毒。 
順勢療法作為嚴重傳染病的預防手段，稱為順勢預防，尤其具有爭議。 有些順勢療師（尤其是非醫師）建議不要接種疫苗。其他則建議以順勢療法的「順勢療法藥物」取代疫苗。儘管哈內曼反對此類製劑，儘管沒有證據表明它們有任何益處，但現代順勢療法醫生經常使用它們。推廣順勢療法替代疫苗被認為是危險、不恰當和不負責任的。 2014年12月，澳洲順勢療法供應商 Homeopathy Plus！被發現以欺騙行為推廣順勢療法替代疫苗。2019 年，《每日電訊報》的一篇調查報道披露，順勢療師積極勸阻兒童接種疫苗。也發現了順勢療師建議前往熱帶地區不要使用抗瘧疾藥物的例子，這使遊客面臨嚴重的危險。
2006 年的一項審查建議，藥學院應開設一門必修課程，討論推薦缺乏安全性和有效性數據證明的產品時所固有的道德困境，並應向學生講授未經證實的系統（如順勢療法）與實證醫學的區別。

## 證據及效用
除了另類醫學界自己，科學家長期以來一直認為順勢療法是一種騙局或偽科學，而醫學界則視其為江湖庸醫。總體缺乏治療效果相關的可靠統計證據，這與其缺乏任何生物學藥理學上的合理機制一致。順勢療法的支持者辨說順勢療法藥物一定是透過某種未明的生物物理機制來發揮作用的。但其實並沒有任何順勢療法製劑被證實與安慰劑有差異。
與大多數研究結果一樣，順勢療法的研究有正有反。但支持者只挑選（Cherry-pick）支持其觀點的研究宣傳，而忽略研究本身的質素，及得出不同結果之研究。而往往支持順勢療法的研究是少數的，且質素成疑。總體而言，順勢療法缺乏生物學上之根據，且其理論早己被推翻。此療法所假定的行為機制無論在現代科學上或是在當代物論學上均不可能。雖然亦有許多臨床試驗得出正面結果，系統綜述但仍被批評為揭示原因僅為機率，研究方法之缺憾，及報告偏倚。總括而言，並沒有支持其功效存在之證據。 儘管證據顯示其沒有作用，持續運用順勢療法遭批評為不道德行為：因為這會使病人減少使用真正有效之藥物，所受之痛苦因而增加。世界衛生組織對使用順勢療法治療嚴重疾病，如人類免疫缺陷病毒及瘧疾，發出警告。 亦因其子虛烏有的療效，順勢療法被科學界及醫學界一些衛道人士認為是“一派胡言”“招摇撞騙”，或“騙術”。英國下議院 科學及技術委員會表示：「我等看來，系統化綜述及元分析已經一槌定音地顯示，順勢療法的效果並不比安慰劑強。政府亦與我們所見相同。」

### 發表偏差及其他研究方法問題
即便個別隨機對照試驗結果為正，並不違背總體上順勢療法療效缺乏證據此研究結果。因著概率，小部分的隨機對照試驗必然會出現假性正結果（false-positive outcomes），而低質素研究（如設計，執行及報告的不合理）則傾向會產生誤導結果。在一系統分析中，Linde 及同濟指出有關替代療法（包括順勢療法）的研究普遍有重大缺乏，通常為對分配隐藏及退出研究方面之缺乏。Linde 及同濟於另一研究中發現，隨機及雙盲的順勢研究，得出的正面結果的可能明顯比其他研究為低。總結評分愈低的研究，愈有可能得出正面結果。
另一個有關聯的原因是發表偏差：即研究者傾向提交正面結果之研究，期刊亦樂於出版正面結果之研究。發表偏差於替代醫學的期刊上尤為嚴重，極少數出版研究得出空白結果(null result)（於二千年此比例為百分之五）對順勢療法於醫學文獻中如何被展示，另一系統綜述發現臨床試驗上有出版偏見的迹像：替代療法期刊大約百分之三十結果為陰性，但傳統期刊高達百分之六十九。此偏見並未見綜述（review）類研究。

### 有關療效之系統綜述及元分析
元分析，即以統計學形式，將數個隨機對照試驗結果結合；系統綜述，即綜合文獻的發現。兩者都是概括療法有效與否的重要指標。於研究早期階段，兩者比較順勢療劑及安慰劑時，傾向得出正面結論（即表示前者有效），但這些研究並不具說服力。其中三份大形元分析均警告讀者，因初步研究的研究方法缺失，以及對照出版偏見的困難，他們不能作出任何確實的結論。其中一個早期最有代替性的巨量研究得出了正面結果，於1997年在The Lancet期刊上出版，作者為Linde及同濟。他們於其後修正其研究，寫道：
因有證據顯示[初步研究中]有各種偏見，原來元分析的結果因而弱化。自我們於1995年完成文獻搜集以來，出版了數量不容忽視，有關順勢療法的新臨床實驗。就一些新、高質素實驗...得出陰性結果，及最新為「原始」順勢療法（經典或個人治療）更新的綜述，看來確定了「研究愈嚴格，實驗愈顯陰性」此結論。因此看來我們原來的元分析高佔了順勢療法的臨床效用。
2002年，於對順勢療法的系統綜述進行的系統綜述中，再次總結出以下兩點：高質研究得較少正面結論，未未證據證明此療法的藥物與安慰劑有哪些臨床作用上的分別。
2005年，The Lancet 醫學期刊，概據瑞士政府的「替代療法評佔計劃」，出版了一份元分析。此分析以一百一十宗安慰劑對照順勢療法試驗，及相對應的一百十一宗傳統醫學試驗作基礎。分析的總結「與順勢療法與安慰劑無疑的講法相符」。 
2006年，一元分析綜合六宗以順勢療法減輕化療及輻射療法醫治腫瘤時出現之副作用之試驗，發現「沒有足夠證據支持順勢療法於癌症治療方面的效用」。
2007年，一系統綜述發現以順勢療法治療兒童及青少年過度活躍及腹瀉，得出混合結果（mix result）。對腺狀腫，哮喘及上呼吸道感染則與安慰劑無疑。無證據顯示其於治療或預防疾病有成效，而選用順勢療法而非正規醫藥可能會對病人有害。
2012年，一系統綜述分析使用順勢療法的副作用，總結道「順勢療法有直接或間接危害病人及消費者健康的風險。其中一位學者Edzard Ernst於個人網誌補充道「我經常說，今日亦再重申：如以任何其他療法取代真正有效的療法，無論它本身多“無害”，都會立即變得危害生命。」
衛生組織如英國國民保健署美國醫學協會，和美國實驗生物學聯合會均發表聲明，指出「無足夠證據顯示順勢療法作為醫療手段對任何病症有效。」

### 離群研究
但亦有研究得出順勢療法是有效結論的綜合薈萃分析，現列舉如下：
- Barnes J.於1997年在J Clin Gastroenterol發表了一項綜合薈萃分析的研究，討論順勢療法用於腹腔手術後的病人腸阻塞情形的改善，以病人首次排氣的時間為依據，[151]，結果顯示，當選用的順勢療劑稀釋的釋能在12C以內的時候，與安慰劑比較後，順勢療劑會有改善病人腸阻塞的情形。[152]但若用大於或等於12C的順勢療劑時則沒此效果。[153]
- JACOBS於2003年在PIDJ發表了一篇小兒腹瀉的綜合分析研究[154]，分析242個小兒腹瀉的症狀拿順療法與安慰劑來做3個試驗的綜合分析比較，結果顯示順勢療法的腹瀉的平均康復期是3.3天，而安慰劑組的康復期是4.1天，在統計上有明顯的優於安慰劑組。[155]否定了順勢療法是安慰劑的假說。
- Davidson JR在2011年於J Clin Psychiatry發表了一篇順勢療法用於精神疾病的系統回顧分析 （页面存档备份，存于），結論是有關順勢療法與安慰劑之間之藥學研究十分有限，但此不排除順勢療法可能有的特別功效[156]。
- Peckham EJ 2013年於Cochrane Database Syst Rev.刊載了一篇利用1990年代做的3篇順勢療法治療便秘型腸躁症（IBS）的系統回顧，意外地發現，當只使用一種順勢療劑Asa foetida時治療效果明顯與安慰劑組不同（73% VS 45%），但是若同時給病人兩種順勢療劑（Aas foetida + Nux vomica）後，治療有效的比率則會降到52%，與安慰劑組就相差無幾，結論中指出個人化的順勢療法治療對便秘型的腸躁症有正面的效果[157]。
- Boehm K在2014年發表在Complement Ther Med用順勢療法治療纖維肌痛症的綜合薈萃分析[158]，發現在病人疼痛的位置和強度以及疲倦感，的3項量表上均與安慰劑有所差異，結論指出有足夠的證據顯示順勢療法對纖維肌痛症的患者是有好處的[159]。
- Mathie RT 2014在Syst Rev. 發表了一篇對順勢療法的系統分析指出個人化的順勢治療方式可能是微小、特定的作用，但他同時指出「證據整體低質又不清楚，固必須小心理解這些研究解果。」[160]
- Gaertner 2021發表在外科醫學期刊的系統研究回顧發現，與安慰劑相比，順勢療法Arnica(山金車)在預防過度血腫和其他手術後遺症方面有效果。且其效果可與抗發炎藥物媲美。[161]
- Gaertner 2022在Pediatric research發表了針對六項研究進行的系統分析。其中5項是隨機的臨床試驗，文中並且顯示出低到中度的偏倚風險；結論指出個體化順勢療法在治療多動症ADHD方面顯示出臨床相關和統計學上的穩健效果。[162]

## 政府及其他組織對順勢療法的態度

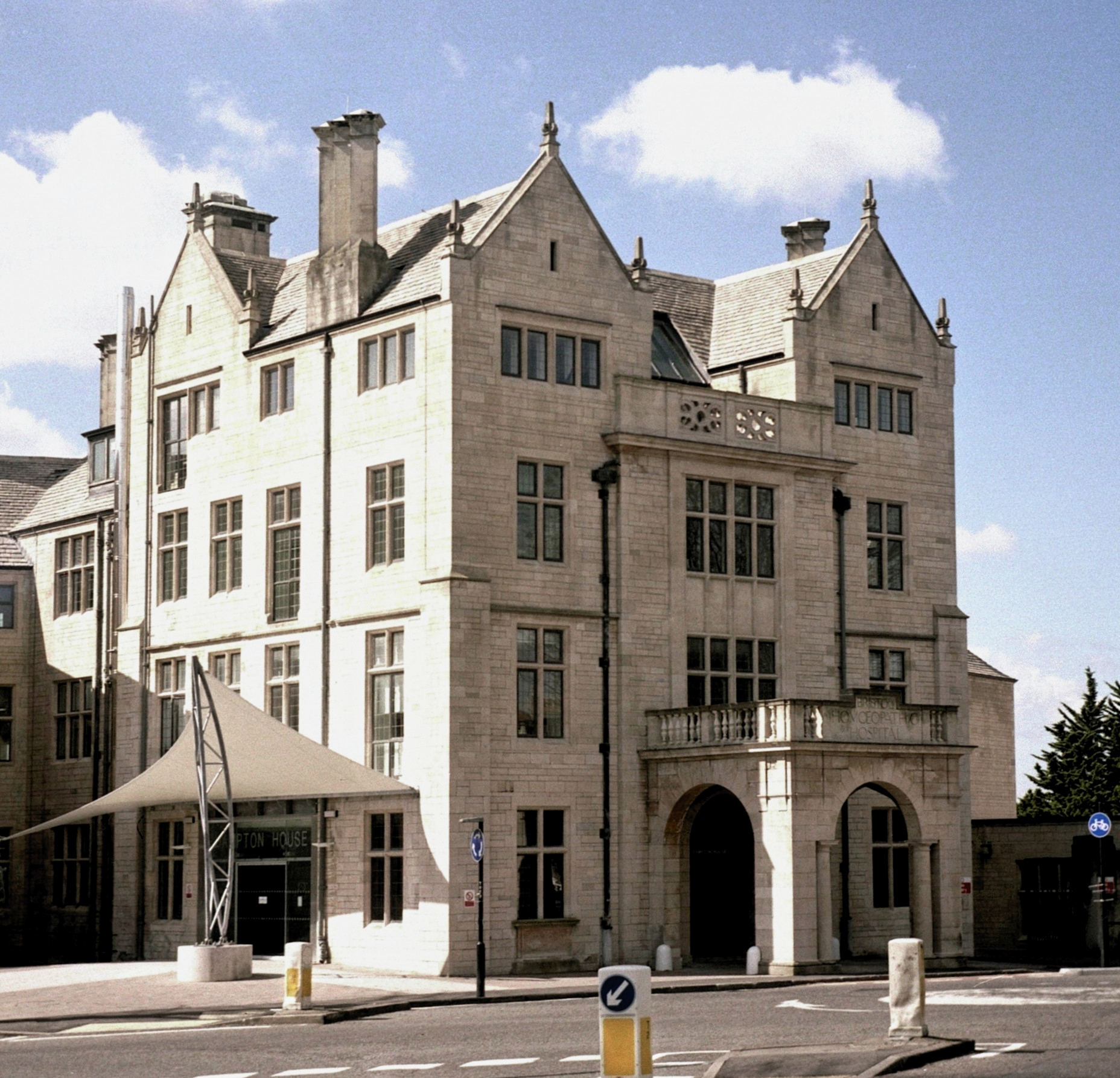
咸頓大宅，前為布里斯托順勢醫院，但已於二零一五年停止提供順勢服務

在一些國家順勢療法十分常見，一些則不然；於一些國家受到如同藥物嚴格法規限制（如法國），但大部分國家不然。現時全球多國均有此療法，大部分要求施行療法者作專門專業認證，一些國家則要求要先於認可學府獲得傳統醫學執照。在德國，要成為順勢療法醫師，需先取得西醫師資格再通過三年訓練課程。於法國，澳大利亞及丹麥則強制要獲取斷症施藥之牌照。。
於二千年初期，在歐洲一些國家，順勢療法有公共衛生健保覆蓋，包括了法國，西班牙、英國，丹麥和盧森堡。但覆蓋程況慢慢減少，如於二零二一年，法國衛生部宣佈逐漸取替(Phased out)以社保領取順勢藥物的做法   值得指出的是比起其他國家，法國一向對順勢有較強的偏好，且世界最大的順勢療法藥廠寶弘，正在其國內。西班牙亦宣佈禁止於其健保中心使用順勢及其他另類療法。
於二零一六年巴塞隆納大學 於聽取了衛生部的意見後，取消了其順勢的碩士學位，引用原因為「缺乏科學根據」 不久後 華倫西亞大學亦宣佈跟隨於其他國家，如比利時，順勢療法並不包含於公共衛生服務。於奧地利，公共衛生部門指明任何療法必須有科學證據證明其效用，故順勢療法不在衛生範疇以內，但亦有例外。私人健康保險有時會包括順勢療法。瑞士政府經過五年研究，將順勢療法及其他四種替代療法脫離出受保之列，指出它們達不到效用及效能之要求。但2009年的人民公投結果使它們於2012年起的六年間再被納入健保受保之列。
印度政府認可順勢療法為國家醫藥系統；

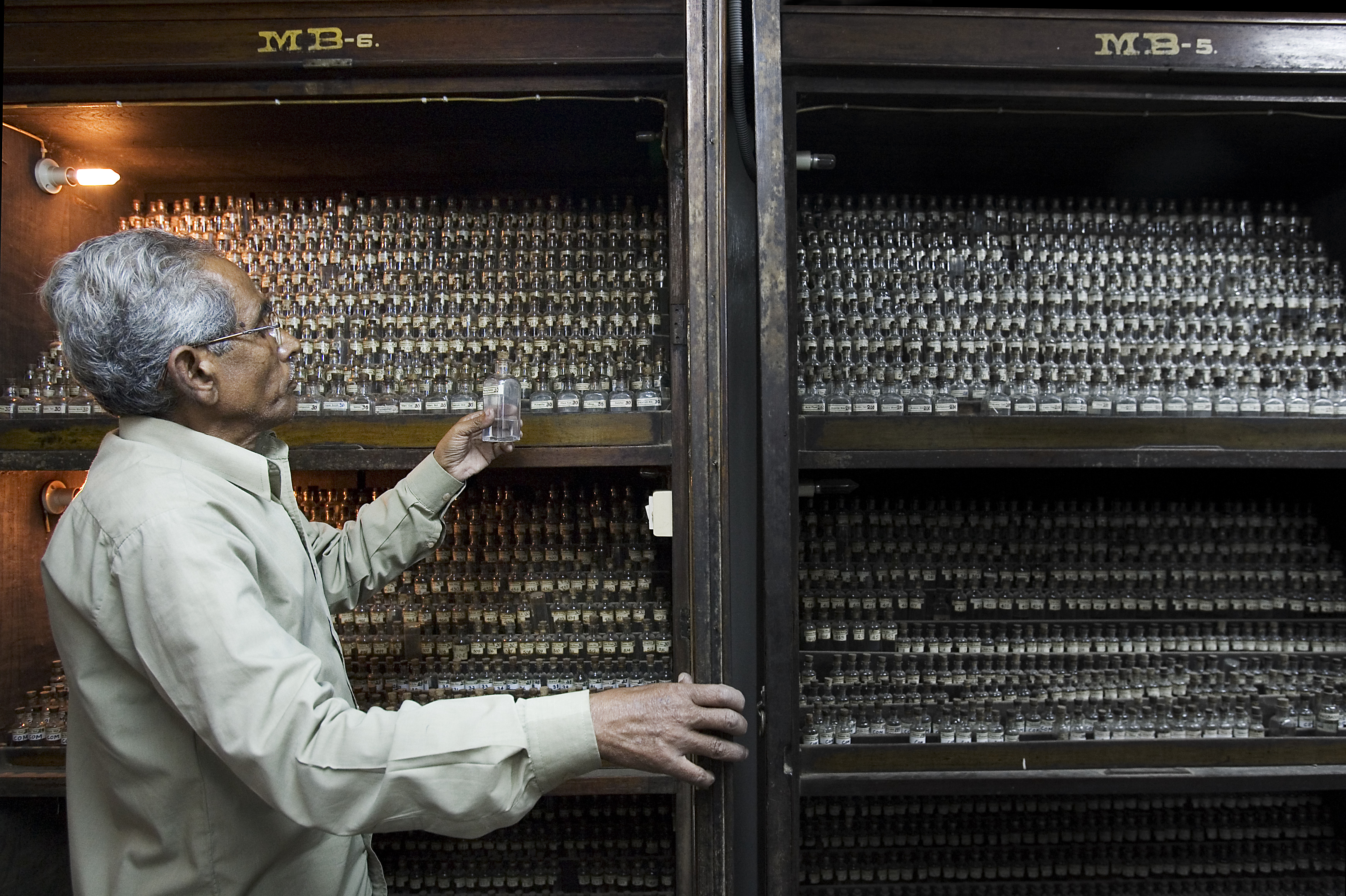
順勢療劑，位於一間印度瓦拉納西的順勢藥房

印度健康及家庭福利部專門成立了阿育吠陀、瑜伽、自然療法、優那尼、悉達及順勢療法署。南部喀拉拉邦確認了順勢療法與阿育吠陀、悉達、優那尼及瑜伽均為印度之主流醫療體系。印度順勢療法中央委員會於1973年成立，印度國家順勢療法學院於1975年成立，均作監管有關療法之高等教育。

### 順勢醫師資格
在荷蘭有40%的全科醫師會開順勢療法的處方，印度在政府開設的醫療院所會和把順勢療劑和西藥一起開給病人，在英國有42%的全科醫生會轉診病人給順勢療法的醫生。
在法國（1965年），美國（1938年）比利時（1999年），保加利亞（2005年），德國（1978年），匈牙利（1997年），拉托維亞（1997年），葡萄牙（2003年），羅馬尼亞（1981年），斯洛維尼亞（2007年）和英國（1950年）等國的法律已認可順勢療法是一個獨特的醫療方式。在法國，保加利亞，匈牙利，拉托維亞，羅馬尼亞，斯洛維尼亞和西班牙的順勢療法只有醫生才可執業。在比利時和葡萄牙的法律上並沒有明定非醫療人員不可執業；但還沒有實施。在斯洛維尼亞，雖然准許醫生使用順勢療法，但醫學協會會將使用顺势疗法的医生的執照調銷。在某些國家，政府已把核准、登記和醫生的監督等任務授權給國立醫學協會，法律條文則由國立醫學協會來詮釋，如奧地利和瑞士。立陶宛則由國立的醫療法律委員會來制定順勢療法法規。在義大利的國立醫學協會已認可順勢療法為一獨特的醫療方法，也要求政府提供必要的立法。
於印度施順勢療法者，須有相關認可學位，並且於邦內順勢中央登記處作登記。

## 名人與順勢療法之關係
順勢療法支持者經常以使用此療法的名人，顯示其受歡迎程度。其中著名的例子英國的查爾斯王子， 曾在許多的公開及私人場合支持順勢療法。
但任何人的意見均不會對科學的成立與否有任何關聯。Ernest和Pitttler研究了名人和替代療法之關係，他們收集了38位據報有使用替代療法的名人，其中使用順勢療法者佔最多。包括了潘蜜拉·安德森、鮑里斯·貝克、東尼·布萊爾、雪兒、辛蒂·克勞馥、伊麗莎白二世、珍·芳達、琥碧·戈柏、彼得·海恩、Jerry Hall、娜拉提洛娃、Olivia Newton-John、Nadia Sawalha、蒂娜·特娜、凱薩琳·麗塔-瓊絲。文中討論部分提及大部分所謂名人使用，都只是根據「流言蜚語」（Gossip），這些人絕少直接提及他們支持某種療法。作者二人再次於文中重申，順勢療法與其他代替療法一樣「...沒有比安慰劑更顯著的療效」，其流行於世，其中一個原因是大眾想模倣名人的行為，而且替代療法一般並不像正規藥物般受監管，使得用替代療法成為另類「追星」方法。二人於文章未段總結「主流醫療著重的是有證可遁的醫藥，替代療法著重的卻是名人效應」。

## 順勢療法各國的採用情況
- 瑞士政府曾在2009年舉辦全國性的人民公投表決，結果使包含了順勢療法的4種替代療法，於2012年起的六年間再被納入健保給付之列。[175]2016年時更是決定2017年後順勢療法及一些替代療法，賦予和傳統西藥一樣的地位，在瑞士都將納入正式醫療的一環。[185]
- 順勢療法是瑞士最受歡迎的輔助醫學[20]，根據一份長達5年可靠的調查顯示，在瑞士（其他國家也是）喜愛用順勢療法當作輔助醫學的人以女性、中年人、受過高等教育者為最大宗。[186]並且順勢療法是在2012的過去5年中大幅成長至瑞士8.2%人口使用的一種輔助醫學。Table 1 （页面存档备份，存于）
- 法國的一項研究，於2009-10年H1N1流感流行的期間，對類流感患者所進行的就診滿意度調查，因為在法國的順勢療法醫師（HGP）和一般傳統西醫師（AGP），兩者都可以使用順勢療法或一般西藥或將兩者合用，結果顯示病人對順勢療法醫師或傳統西醫師並沒有特別明顯的喜愛頃向，但是對於只用順勢療法（不開西藥）的治療結果是獲得較高滿意度的。[187]
- 易普索在2011年做的一份，針對比利時18歲以上的1000份民調顯示，比利時使用順勢療法的民眾正在增加[188][189]，近二分之一的比利時人信任順勢療法治療日常的病痛[190]特別是用在治療冬季疾病（49％比利時人常用），過敏（32％），撞傷，碰傷（32％）或壓力大（29％）。[191]
- 2014年一項刊載Iran J Nurs Midwifery Res[19]顯示順勢療法在伊朗的滿意度很高，平均得分有77.4分（滿分一百），並與2004年的滿意度比較結果幾乎是一樣，特別在頭痛，胃腸紊亂，疲倦，失眠四類的疾病滿意度最高，並在結論指出這樣的調查結果，顯示順勢療法是有效的治療方式。
- 一項研究顯示美國消費者每年29億美元的順勢療法支出，證明了美國消費者已經接受並使用順勢療法藥物來進行自我保健護理。[192]
- 2014年一項針對歐洲6個國家及巴西的919位民眾，歷經6個月治療，對順勢療法的滿意度調查[193]，結果顯示對順勢療法的醫師諮詢滿意度是高的[194]。
- 2014年一項從一個獨立的民意調查機構的約1500人調查統計，德國新的順勢療法市場數據顯示，超過半數的德國人使用了順勢療法藥物，人口用戶數量已經從2009年的53％，2014年成長到60％，最常用的用途是感冒和流感，其次是“加強免疫系統”，以及曬傷和昆蟲叮咬。其他常見的用途是頭痛，消化不良，失眠和胃痛。Bundesverband der Arzneimittel Hersteller  （页面存档备份，存于）
- 2018年一項IPSOS發布新市場調查證實，順勢療法深深植根於法國的健康方法。四分之三的法國人對順勢療法的印像很好，僅次於對撲熱息痛或布洛芬等常規常規藥物的印象。77% 的法國人在其生命的某個階段服用過順勢療法藥物，其中大多數 (58%) 多次使用過順勢療法，幾乎所有人 (87%) 都表示他們的親密家人或朋友曾使用順勢療法。超過 40% 的法國人使用順勢療法超過 10 年。[195][18]
- 2022年一項調查顯示德國的獸醫師有高達70.4%使用順勢療法[196]，在2021年Forsa調查顯示54%的德國人表示他們有這種替代療法的經驗。其中，48%的人對順勢療法藥物的有效性和耐受性感到滿意。[21]
- 印度官方的衛生部下的阿育吠陀、瑜伽、自然療法、優那尼、悉達及順勢療法署 （页面存档备份，存于），出版了一份順勢療法防治登革熱的指導方針GUIDELINES FOR HOMOEOPATHIC PRACTITIONERS FOR CLINICAL MANAGEMENT OF DENGUE FEVER （页面存档备份，存于），分別針對登革熱及出血型登革熱提出用藥方針。

## 各界質疑
在美國，國家反健康騙局議會的主席稱：「順勢療法是一場騙局，因著政府的祝福進入公眾，這些都是拜濫權的參議員Royal Copeland所賜。」（Royal Copeland為1938年《食品，藥物及化妝品條例》的主要推動者，此條例使順勢療劑可以藥物名義出售）
詹姆斯·兰迪，著名魔術師，科學懷疑論者，常於授課前服用一整樽順勢療法的安眠藥，以示其無效。及後以同樣手法進行「個人濫藥」或「集體自殺」以嘲諷順勢療法的活動變得流行。2010年，有英國組織發起10:23 運動（代表順勢療法藥物奇低的稀釋度），鼓勵市民大眾大劑量服用順勢療劑。次年該運動擴展，有六十九個團體參與，拍製了五十四條短片。2012年，超過一百人同時集體「濫藥」，服食大量治失眠的療劑 caffea cruda。。無人因上述任何活動而感到不適。
非牟利組教育組織教育查詢中心（Center for Inquiry，CFI）聯同懷疑查詢委員會 （Committee for Skeptical Inquiry，CSI），向美國食物及藥品監督管理局（FDA）簽名請願，批評布瓦宏生產的藥物歐斯洛可舒能標籤及廣告誤導。加拿大的CFI呼籲覺得受順勢療法所害的人聯絡他們。
2011年8月，有代表「全加州過去四年有買歐斯洛可舒能的居民」之代理人，對布瓦宏提出集體訴訟。訴訟指控該藥「不過只是一粒糖」「錯誤聲稱其含有治療感冒症狀的成份」
CBC新聞記者Erica Johnson於一節目Marketplace， 深入訪查了加拿大的順勢療法產業。她發現此療法是「建基於有問題的科學和一些奇思妙想。」有溫哥華CFI的自願者於當地急症室門外大量服用順勢「安眠藥」。整樽服用理論上會使人昏昏欲睡，嘔吐大作，甚至死亡。經過四十五分鐘觀察，並未有任何症狀。Johnson亦向順勢療法醫師及公司代表，索取癌症治療及替代疫苗的根據。他們都聲稱順勢療法在該方面有效，但卻未能提供任何科學證據，只是說「它就是有效」。記者亦找不到證據證明順勢療法療劑中有任何有效 物質。委托多倫多大學化學部門進行的研究，發現內裏的有效成份細少得「相當於阿士匹靈成份的五十億分之一」
美國醫藥毒理學院和美國臨床毒理研究院呼籲不要使用順勢療法治療疾病，亦不應作為保健藥物。這些機構亦指沒有證據證明順勢療法有效，但卻有證據證明用此療法而不選用傳統醫藥而帶來的害處。

## 外部連結
- Homeopathy （页面存档备份，存于） (NHS Choices, UK)